# Felix Priebatsch
Felix Priebatsch (* 3. Januar 1867 in Ostrowo, Provinz Posen, Königreich Preußen; † 17. April 1926 in Breslau, Provinz Niederschlesien, Deutsches Reich) war ein Historiker, Verleger und Buchhändler.

## Leben
Herkunft und Ausbildung
Felix Priebatsch stammte aus einer jüdischen Buchhändlerfamilie. Der Großvater Naphtali (Naumann) Priebatsch war Schulleiter und Buchhändler in Schmiegel (Provinz Posen), der Vater Iselin hatte eine Buchhandlung in Ostrowo, der Onkel Leopold eine in Breslau. Die Mutter Auguste, geborene Mugdan, verfasste später ausführliche Memoiren. Die Eltern zogen 1867 nach Breslau.
Seine Gymnasialzeit verbrachte Felix Priebatsch auf dem Maria-Magdalenen-Gymnasium, wo besonders die Liebe zu deutscher Geschichte und klassischer Literatur geweckt wurde. Das förderte seinen Entschluss, Historiker zu werden. Während seiner Studienjahre in Breslau waren seine Lehrer vor allem Eduard Meyer und Dietrich Schäfer. Schon während seines Studiums galt sein Interesse zunehmend dem deutschen Osten, das heißt der Provinz Posen und Schlesien.
 Publikationen als Historiker
1890 promovierte Priebatsch mit dem Thema Die große Braunschweiger Stadtfehde 1492-1495.
Mit der Arbeit Die Hohenzollern und die Städte der Mark im 15. Jahrhundert stieß sein besonderes Interesse auf die Frühgeschichte von Brandenburg-Preußen. 1892 erhielt er den Auftrag, die politische Korrespondenz des Kurfürsten Albrecht Achilles für die Publikationen aus den preußischen Staatsarchiven herauszugeben. An dieser Aufgabe waren schon einige Historiker gescheitert. Die dreibändige Ausgabe der Korrespondenz, die Priebatsch zwischen 1894 und 1898 herausbrachte, fand in Fachkreisen hohe Anerkennung. Dennoch erreichte er auch mit weiteren Arbeiten als Jude nicht das Ziel, das er anstrebte: Keine Habilitation, kein Amt als Archivleiter.
Buchhändler und Verleger
1899 trat Felix Priebatsch in die väterliche Buchhandlung in Breslau ein und übernahm diese nach dessen Tod 1905. Dazu gründete er einen Verlag Priebatsch, der sich bald durch Besonderheiten und Neuheiten auszeichnete. So schuf er ein vollständiges System an Berufsschulbüchern, das in Deutschland lange Zeit Bestand hatte.
Sein Hauptinteresse blieben jedoch die Geschichte und Kultur im Osten des Deutschen Reiches. So nannte er die erste Jugendschriftenreihe seines Verlages: Aus dem deutschen Osten.  Die Jahrbücher für Geschichte und Kultur der Slaven, die lange Zeit vom Breslauer Osteuropa-Institut herausgegeben wurden, gingen auf seine Initiative zurück. In der Reihe Schlesische Lebensbilder hat er in eindrucksvoller Weise schlesische Persönlichkeiten beschrieben.
Seit etwa 1912 wandte er sich zunehmend auch der jüdischen Geschichte zu.
Felix Priebatsch starb 1926 und wurde wie sein Vater auf dem Alten Jüdischen Friedhof in Breslau beigesetzt.

## Weitere Entwicklung der Buchhandlung
Die Buchhandlung wurde 1933–34 „arisiert“, der Unternehmensname „Priebatsch's Buchhandlung“ blieb jedoch bis 1945 bestehen.
Max Holzman, ein Neffe von Felix Priebatsch, eröffnete 1923 – nach Lehrjahren bei seinem Onkel Felix Priebatsch in Breslau – eine deutsche Buch- und Lehrmittelhandlung mit dem Namen „Pribačis“ in Kaunas in Litauen. Die Buchhandlung wurde nach dem Einmarsch der Roten Armee in Litauen 1940 enteignet und geschlossen, Max Holzman wurde nach dem Einmarsch der Wehrmacht im Juni 1941 ermordet. Hans Priebatsch, der Sohn von Felix und Gertrud Priebatsch, ist 1934 nach Palästina ausgewandert. Er gründete in Jerusalem eine Lehrmittelhandlung „SCHOLA ET SCIENTIA, Dr. H. Y. Priebatsch.“

## Schriften (Auswahl)

### Monographien
- Die grosse Braunschweiger Stadtfehde (1492–95), Breslau 1890
- Die Hohenzollern und die Städte der Mark im 15. Jahrhundert, Berlin 1892 Digitalisat

- Politische Correspondenz des Kurfürsten Albrecht Achilles
  - Band 1, Stuttgart 1894 Archive
  - Band 2, Stuttgart 1897 Archive
  - Band 3, Stuttgart 1898 Archive
- Geschichte des Preußischen Offizierskorps, Priebatsch, Breslau, 1919

### Artikel
- Werner von der Schulenburg, Albrecht von Klitzing und Busso von Alvensleben. Drei brandenburgische Diplomaten des 15. Jahrhunderts, in Forschungen zur brandenburgischen und preußischen Geschichte, 5, 1892, S. 570–575
- Brandenburgica aus dem Breslauer Stadtarchiv, in Forschungen zur brandenburgischen und preußischen Geschichte, 6, 1893, S. 240–241
- Georg von Waldenfels, brandenburgischer Oberstkämmerer, † 1491 oder 1492, in Allgemeine Deutsche Biographie, 40, 1896, S. 689–691

- Die Reise Friedrichs III. ins Reich 1485 und die Wahl Maximilians, in Mitteilungen des Instituts für Österreichische Geschichtsforschung, 19, 1898, S. 302–326 PDF
- Der Glogauer Erbfolgestreit. In: Colmar Grünhagen (Hrsg.): Zeitschrift des Vereins für Geschichte und Alterthum Schlesiens. Band 33. Verein für Geschichte und Alterthum Schlesiens, Breslau 1899, S. 67–106 (sbc.org.pl).
- Geistiges Leben in der Mark Brandenburg am Ende des Mittelalters, in Forschungen zur brandenburgischen und preußischen Geschichte, 12, 1899, S. 325–409
- Der märkische Handel am Ausgange des Mittelalters, in Schriften des Vereins für die Geschichte Berlins, 36, 1899, S. 1–54
- Die brandenburgische Kanzlei im Mittelalter, in Archivalische Zeitschrift, NF 9, 1900, S. 1–27 PDF
- Staat und Kirche in der Mark Brandenburg am Ende des Mittelalters, in Zeitschrift für Kirchengeschichte, 19, 1899, S. 397–430
- Staat und Kirche in der Mark Brandenburg am Ende des Mittelalters, in Zeitschrift für Kirchengeschichte, 20, 1900, S. 159–185, 329–365
- Staat und Kirche in der Mark Brandenburg am Ende des Mittelalters, in Zeitschrift für Kirchengeschichte, 21, 1901, S. 43–90
- Die Hohenzollern und der Adel der Mark, in Historische Zeitschrift, 88, 1902, S. 193–246 Digizeitschriften

- Die Judenpolitik des fürstlichen Absolutismus im 17. und 18. Jahrhundert, in Adolf Hofmeister (Hrsg.): Forschungen und Versuche zur Geschichte des Spätmittelalters und der Neuzeit. Festschrift für Dietrich Schäfer zum 70. Geburtstag, Jena 1915, S. 564–651 Archive
- Geschichte der Juden in Schlesien, in: Menorah, Jg. 4, Nr. 5, 1926, S. 257–261 Uni Frankfurt